# 丰沙铁路
丰沙铁路是中国境内一条连接北京市丰台区与河北省张家口市怀来县的一条国铁I级双线电气化铁路。线路自北京丰台站起，经西道口线路所自京广铁路析出，至石景山南站与京原铁路、一零一铁路连接，随后以地下方式穿越首钢原址后，自三家店与北京铁路西北环线分离，转向西北进入永定河上游河谷。在与永定河交叉傍行后，抵至官厅水库西岸，至怀来县沙城站与京包铁路接轨。线路全长约121公里，共设17座车站（其中官厅、旧庄窝、沿河城、珠窝四站上下行相互分离），设计速度每小时80公里。
丰沙铁路的选线为詹天佑修建京张铁路时所选的几条线路中认为较好的路线，但因造价较高而被迫放弃。日本侵华时期，侵华日军为掠夺煤炭资源动工建设，但因八路军不断破袭未果。新中国成立后，丰沙铁路在侵华日军遗留工程的基础上重新开工，1955年11月交付运营，1959年增建二线，1972年12月复线改造完成，并于1984年实现双线电气化。中国铁路北京局集团现负责丰沙铁路全线的运营与管理。

## 历史

### 早期
1905年，直隶总督袁世凯和会办大臣胡燏棻奏准筹办京张铁路，5月，詹天佑带领两名勘测队员沿昌平、南口、关沟、八达岭、沙城一线对选线进行勘测，6月3日，詹天佑带队沿永定河谷进行线路回测，相比初测，本次回测路程更远，虽可避开关沟段33‰大坡道，但未能降低坡度，建设成本高于初测线路，遂作为比选方案进行记录。最终，京张铁路放弃了这一方案。

### 日本侵华时期
“七七事变”后，日本为了掠夺山西的煤炭资源，于1937年12月南满洲铁道株式会社通州事务所计划修建一条途经门头沟的运煤铁路，并把铁路名称定名为“大同煤炭运输线”。
1939年4月，侵华日军成立了“华北交通株式会社”，负责勘测、设计和修建事宜。8月15日，立花次郎完成了调查报告，提出了“大同煤炭运输线”的建设计划。这一计划自塘沽新港起，傍京山线北侧至丰台，跨京汉、京门两线到三家店，沿永定河谷进入怀来盆地，至怀来县沙城镇后，再向西沿桑干河到大同、与口泉支线衔接，全长471.16公里，简称“同塘线”。很快，这一计划就得到了侵华日军华北方面军司令部的批准。
1939年12月，华北交通株式会社提出了预算计划，总额为6079.1万元。同塘线计划分两期进行：第一期为丰台——沙城段，第二期为塘沽——丰台段和沙城——大同段。第一期工程于1940年9月开工，计划铺设线路107.2公里，建桥涵146座，开凿隧道72座，填筑土石方533.9万立方米，设车站13个，计划于1943年竣工。由于平西抗日根据地的八路军不断对该工程的建设实施破袭，工程进展十分缓慢，到1944年9月15日被迫全部停工。彼时，永定河上的桥墩已基本完工，琉璃渠、落坡岭隧道也已经打通。

### 中共建政后

#### 续建
中华人民共和国成立后，为经济社会恢复及后续的五年计划需要，中央人民政府铁道部组织铁道兵对丰沙铁路已完成路段进行修复，同时对未完成工程进行续建。1952年9月，丰沙铁路重新开工，全线横穿太行山脉，八跨永定河急流，大中小桥81座，隧道密集，上行线有65座隧道，下行线有67座隧道（其中全线最长隧道为16号隧道，长2435.2米；最短隧道为56号隧道，长19.8米）。前后4万余人参加了丰沙线铁路的修建。1955年6月，丰沙铁路实现简易通车，并于同年11月交付运营。
丰沙铁路续建工程中，共有108人在施工过程中遇难。为作纪念，铁道兵于北京市门头沟区龙泉镇琉璃渠村设立丰沙铁路烈士纪念碑。

#### 复线及电气化
受京张铁路关沟段设计标准低、运营能力差影响，丰沙铁路自投入运营起便一直担任煤运的重任，运能很快达到饱和，铁道部随即对丰沙铁路复线进行规划。1959年9月，丰沙铁路复线工程开工，1963年初竣工，但由于中苏交恶，直至1972年12月才完成所有后续工程。
1979年，丰沙铁路安装自动闭塞信号系统。1981年，为了缓解京张铁路运能严重不足，本线和京包铁路沙城-大同段进行电气化改造工程。1984年12月，丰沙铁路完成电气化改造，途经列车逐步实现了电力牵引，区间闭塞由10分钟改为8分钟。

### 现代

#### 客运运营
自建成起，丰沙铁路一直以货运列车为主，客运运输则主要经由昌平、延庆的京包铁路。从90年代末起，由于中国铁路大提速，牵引能力低且需要加解挂补机的京包铁路关沟段不再满足客运列车的提速需要，原行驶京包线的多数客运列车开始在北京至怀来间改行丰沙线，其中包括曾一度经由丰沙线，20世纪60年代改至京包铁路关沟段的部分列车。现时，由丰沙线进入北京西站的客车均经丰广线（丰台-柳村所-广安门，即京张铁路起始段）运行，在广安门站南咽喉接入京九铁路（西黄铁路）。

#### 首钢段入地改造

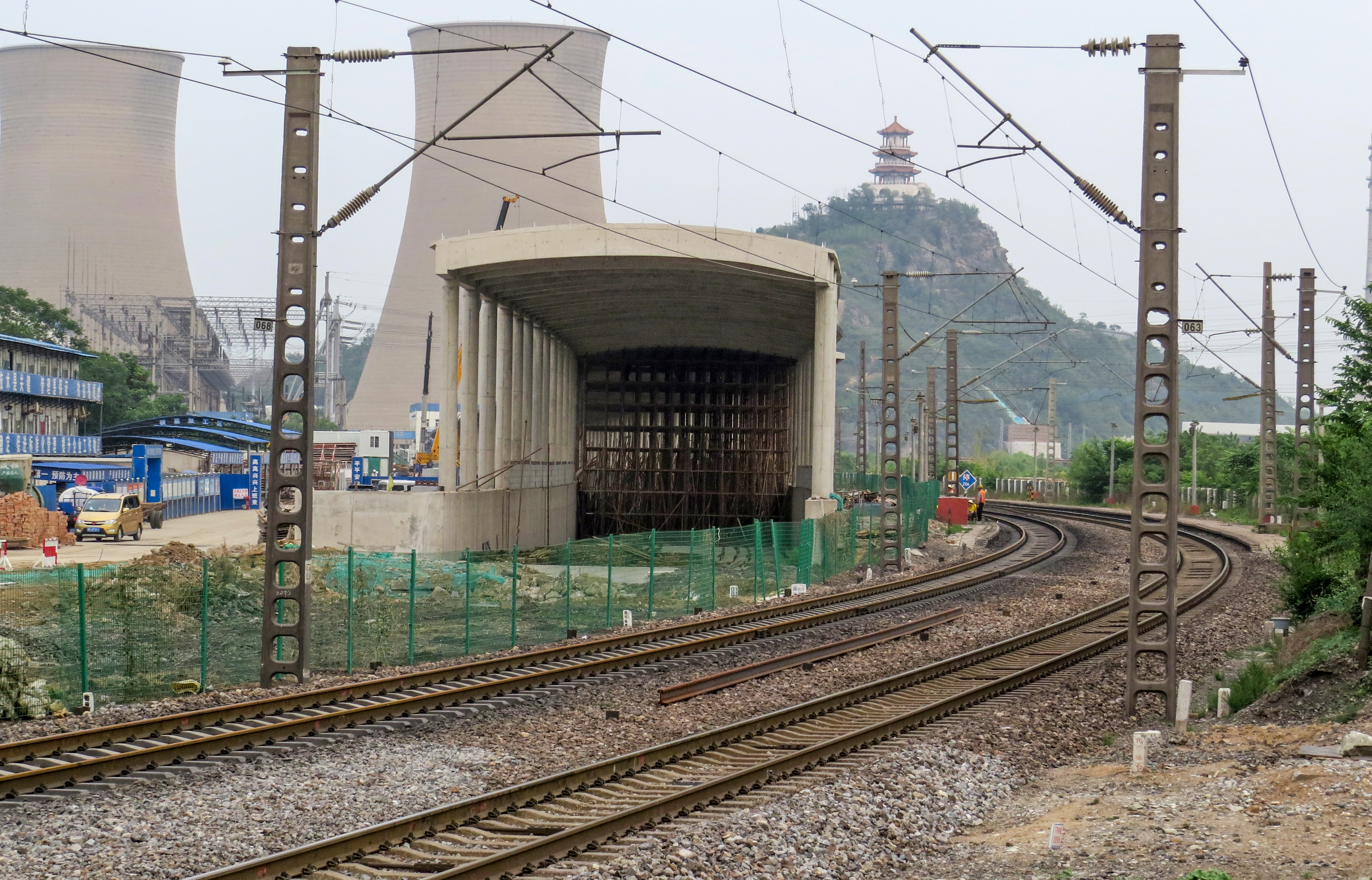
位于养三站原址的丰沙线石景山隧道西出口（2017年6月）

2017年，由于长安街西延工程需要经过丰沙线的部分区段，丰沙铁路首钢段实施入地改造。在改造规划中，丰沙铁路K5+900至K12+900段改线至既有丰沙铁路东侧，设双线隧道长度约5公里，预留衙沙联络线（通往西长铁路）接轨条件。为建设入地工程隧道，养三站被撤销拆除，并改建为石景山隧道西出口；首钢厂区南侧的养马场站也于2017年10月拆除。2017年12月21日起，丰沙铁路改建工程完成最后的拨接轨道任务，全长6.98公里的丰沙铁路改建工程全线通车。地面停用的区间被改造为北京冬奥公园里的景观。

#### 因灾停办客运
2023年，北京遭受暴雨和洪水袭击，丰沙铁路受损严重，导致K396次、Z180次和K1178次列车被困在本线门头沟附近区间。8月8日，丰沙铁路恢复货运列车通行，但直至2024年11月10日才恢复客运列车通行。

#### 改建计划
2023年7月永定河谷遭遇特大暴雨后，河谷两岸岩层发生松动，已不具备安全运行旅客列车的条件。2024年5月29日，中国国家铁路集团有限公司发展和改革部发布《关于委托开展临哈铁路额济纳至哈密段扩能改造等项目勘察设计招标工作的函》，对丰沙铁路改造勘察设计项目进行公开招标。

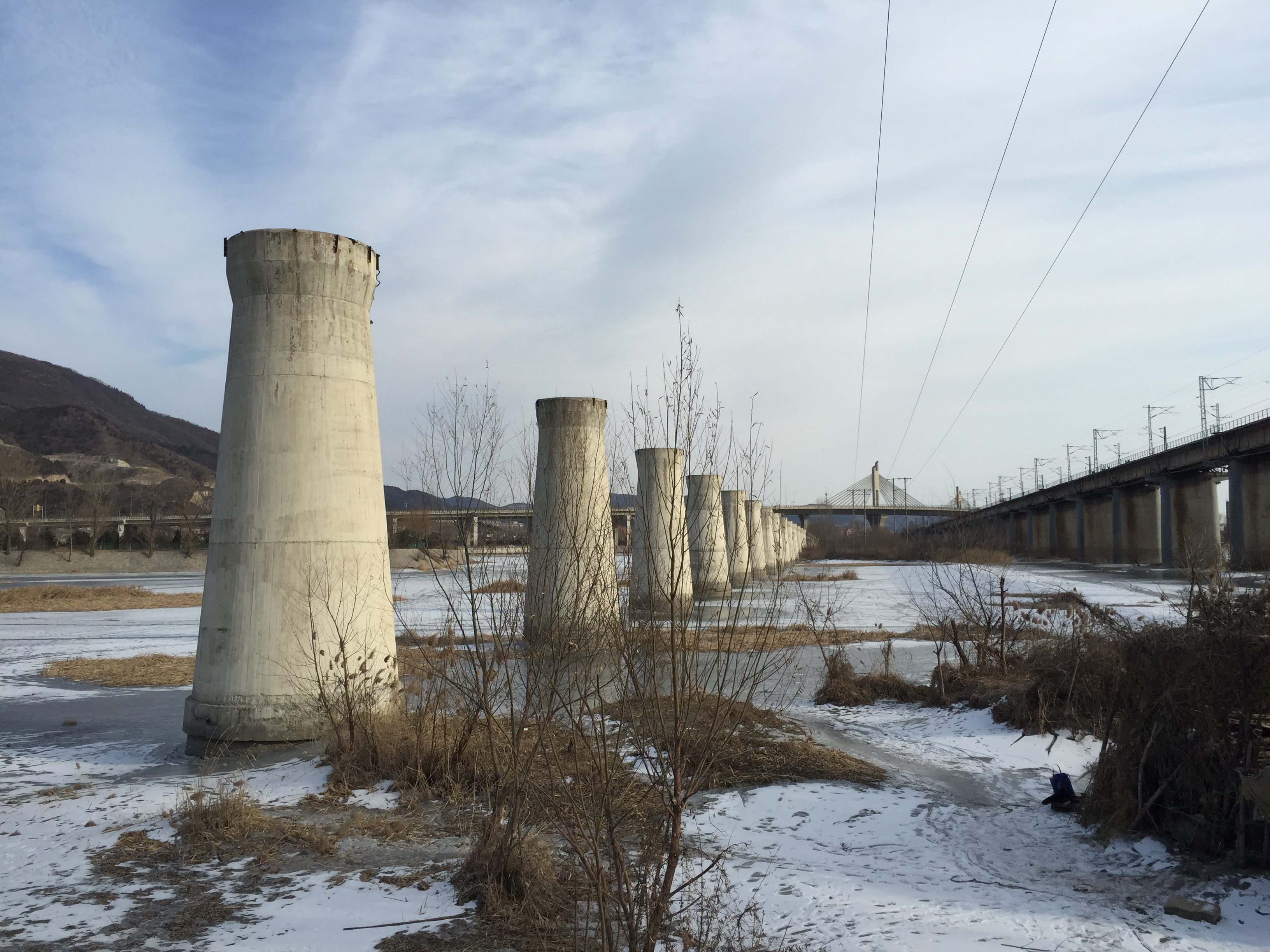
日军1940年修筑的老丰沙线一号桥桥墩
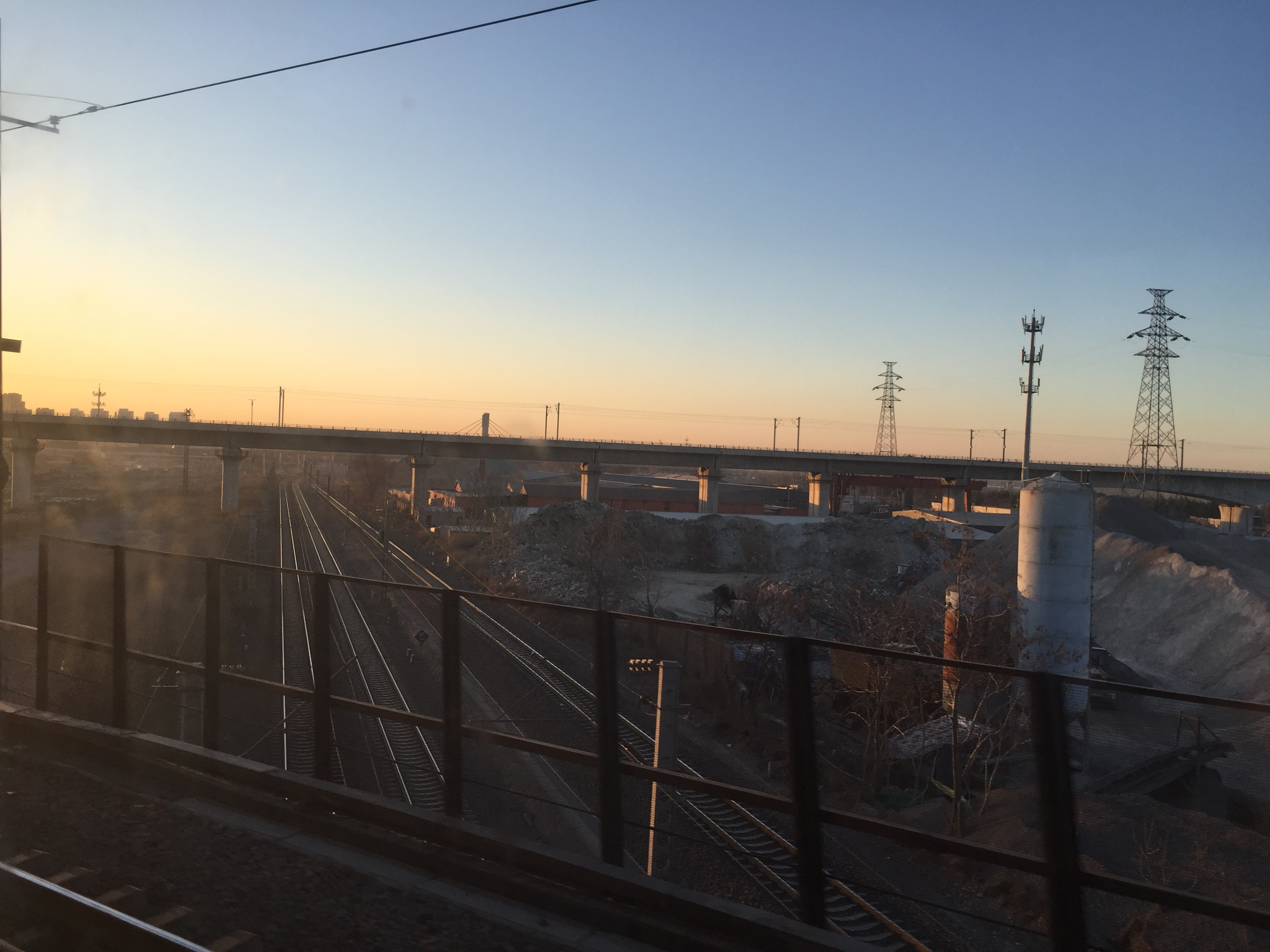
京广高速铁路在石景山南站北侧上跨丰沙铁路
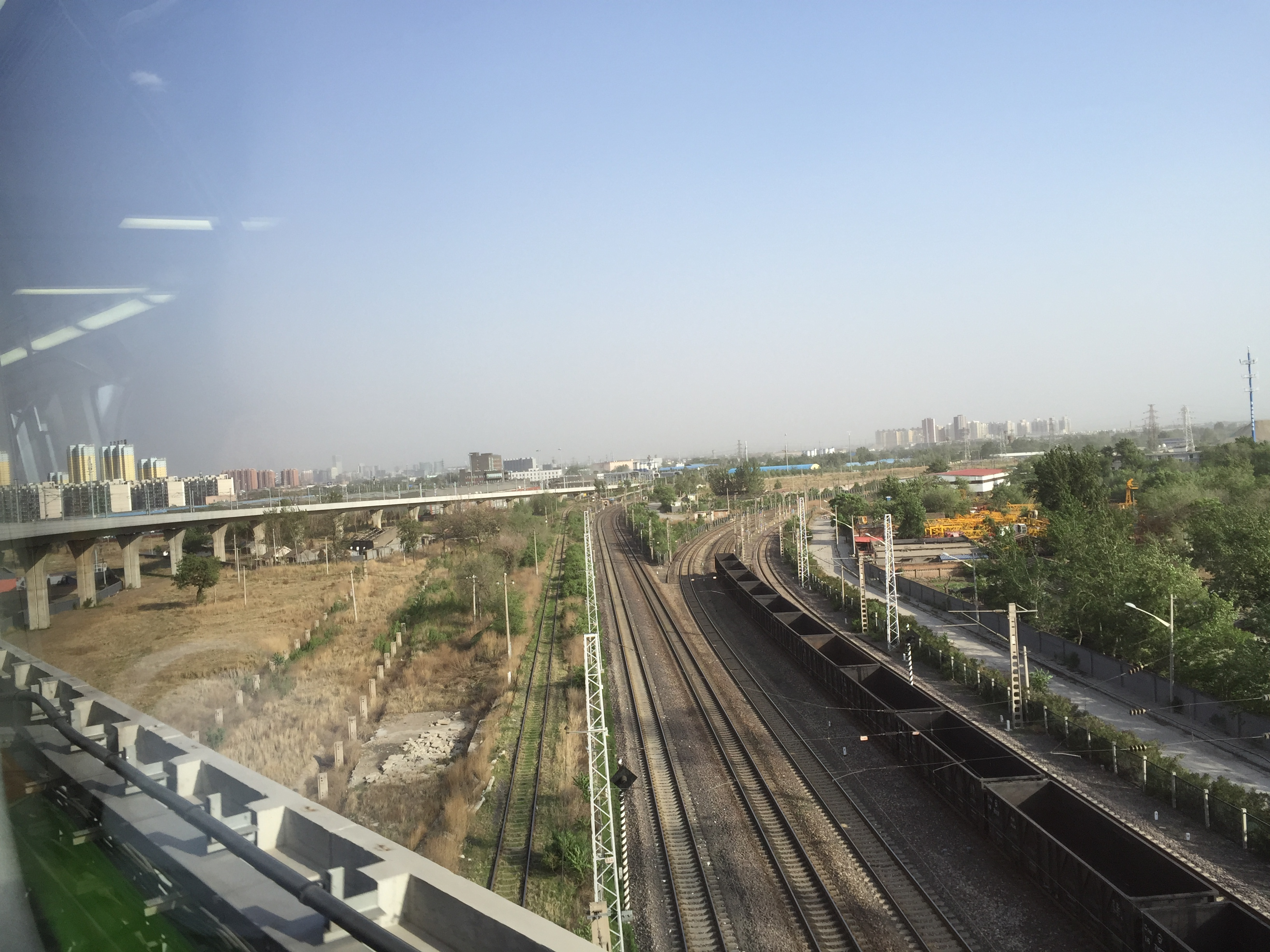
北京地铁14号线上跨丰沙铁路

## 车站
丰沙铁路全线共设车站17座，其中在雁翅至邢家堡区间由于上下行线路分离，增建复线时增建了珠窝东、沿河城西、旧庄窝东、官厅西四座车站。增建复线后，增建的二线仅开行开往沙城方向的下行列车，而原有的正线仅开行开往丰台方向的上行列车。
全线车站详情请见丰沙铁路车站列表。